# فاطمة بنت العبيد العنزية
فاطمة بنت العبيد، من قبيلة وائل بن أسد من ربيعة بن نزار، من أجمل النساء العربيات في نجد قبل الإسلام، وكانت شريفة، ولقد كتب لها امرؤ القيس أشهر قصائده وهي معلقته وقد سماها فاطمة لاسمها ويذكر قصتها كامله:

## انطر أيضًا
امرؤ القيس
معلقة امرؤ القيس